# Evgenij Vladimirovič Alekseevskij
Evgenij Vladimirovič Alekseevskij in russo Алексеевский Евгений Владимирович? (Batumi, 1893 – Leningrado, 1947) è stato un chimico sovietico.
Allievo di Aleksej Favorskij e insegnante universitario a Leningrado, si occupò di aggressivi chimici e mercurio.